# Massacre de la légion thébaine
Le massacre de la légion thébaine (ou thébéenne) est un évènement décrit dans deux Passions (récits hagiographiques) au cours duquel une légion romaine et son chef, Maurice d'Agaune, auraient été massacrés dans la région d'Agaune (Saint-Maurice en Valais). Ce martyre est l'événement fondateur du culte de saint Maurice en Suisse puis dans le reste de l'Europe.
Malgré des différences, les deux Passions s'accordent sur une trame générale. Ainsi, elles relatent la présence à Agaune d'une légion romaine originaire de la région égyptienne de Thébaïde sous le règne de Dioclétien. Sous les ordres de Maximien, la légion se rend d'Italie dans des territoires plus au nord et stationne à Agaune pendant que Maximien se trouve à Octodure (Martigny). Les légionnaires thébains auraient alors reçu l'ordre de participer à la persécution de chrétiens locaux en les tuant ou de participer à un culte aux dieux romains. Pour la plupart convertis au christianisme, les soldats auraient refusé l'ordre, motivés par leurs chefs Maurice, Exupère et Candide. Devant cette insubordination, Maximien aurait ordonné en 286 le massacre de la légion soit des 6 600 soldats et de leurs chefs. Près de 80 ans plus tard, les restes des martyrs auraient été exhumés par l'évêque d'Octodure Théodule puis inhumés dans une chapelle funéraire sur le site de la future abbaye de Saint-Maurice.
L'iconographie du culte de saint Maurice, en tant que saint noir, fournit les premières représentations positives du Noir dans l'art occidental (sculpture de la cathédrale d'Augsbourg, par exemple) et est à ce titre un tournant capital dans la représentation anthropologique de l'autre dans l'Europe du Moyen Âge.

## Origine et tradition
Le martyre de la légion thébaine est principalement connu grâce à deux textes hagiographiques (des Passions) : la Passio Acaunensium martyrum (dite Passion d'Eucher de Lyon) et la Passion anonyme,. Ces deux versions du récit du martyre des légionnaires thébains ont été transmises par l'intermédiaire de plusieurs manuscrits.
Le chanoine et archiviste de l'abbaye de Saint-Maurice Olivier Roduit ou l'archéologue cantonal François Wiblé rappellent que les textes hagiographiques ne sont pas des textes historiques au sens moderne et scientifique,. Il s'agit en effet d'écrits s'inscrivant dans le cadre du culte des saints. L'objectif des auteurs n'est donc pas la véracité historique, mais l'inscription du christianisme naissant dans les pratiques des populations locales.
Par ailleurs, plusieurs éléments de cultes locaux sont à rapprocher de la tradition, sans être nécessairement liés.

### Passio Acaunensium martyrum(Passiond'Eucher de Lyon)

#### Narration
Éric Chevalley donne une forme standard du récit du martyre de la légion thébaine selon la Passion d'Eucher :
Pendant la grande persécution des chrétiens sous l'empereur Dioclétien, le co-empereur Maximien fait passer son armée d'Italie à la Gaule. À ses troupes ont été ajoutés 6600 légionnaires thébains de religion chrétienne. Après avoir passé les troupes, la légion thébaine, qui est stationnée à Agaune, apprend que sa mission est de participer à la persécution des chrétiens locaux. Les légionnaires refusent cet ordre et en informent Maximien qui campe à Octodure.

Apprenant l'insubordination de la légion, Maximien ordonne qu'une décimation touche la troupe et somme les légionnaires survivants de respecter l'ordre initial. Malgré les premières exécutions, les soldats persistent dans leur refus. Maximien ordonne une nouvelle décimation et maintient son ordre. Soutenus par un discours de leur chef, Maurice, les légionnaires réitèrent une nouvelle fois leur insubordination. Excédé par le comportement rebelle et pieux de la légion, Maximien décide de faire exécuter tous les soldats thébains.

Après le massacre de la légion, un vétéran nommé Victor s'indigne du massacre des légionnaires chrétiens. Suspecté d'être lui-même chrétien pour ces propos, il est également exécuté après s'être confessé.
En plus de ce récit, Eucher de Lyon détaille d'autres éléments dans sa passion. Premièrement, il fournit une brève description topographique et géographique d'Agaune.
Il développe également les identités de plusieurs martyrs. En plus de Maurice, Exupère, Candide et Victor, Eucher de Lyon rapproche Ours et Victor de Soleure de la légion. Ceux-ci seraient deux légionnaires qui auraient subi le martyre à Soleure après s'être enfuis d'Agaune.
Eucher rédige également une partie relatant la mort de Maximien.
Enfin, le prélat lyonnais fournit plusieurs éléments relatifs à la création du culte autour du martyre des légionnaires thébains.
Après s'être vu révéler l'emplacement où reposent les restes des légionnaires thébains et de leur chef, l'évêque Théodule d'Octodure prélève les ossements des martyrs les plus notables et les inhume dans un sanctuaire à Agaune. Il ordonne ainsi la construction d'une basilique adossée à la falaise.

Les années suivantes, plusieurs miracles se produisent à proximité du martyrium, notamment la guérison d'un paralytique et la conversion d'un païen.

#### Contexte et sources
La Passion d'Eucher de Lyon est connue grâce à une transmission de l'évêque de Lyon Eucher. L'évêque disposant de sa charge à partir de 432 ou 441 et jusqu'à sa mort en 450, la rédaction du texte initial a eu lieu durant cet intervalle de temps. Louis Dupraz propose une estimation plus restreinte, entre 443 et 450, se basant notamment sur une analyse établissant un parallèle entre un passage du texte défendant le christianisme nicéen et l'installation des Burgondes dans la région rhodanienne à partir de 443.
Le texte de la Passio Acaunensium martyrum a été envoyé à un évêque nommé Salvius,,. Eucher indique à son correspondant qu'il tient ses informations de l'évêque de Genève Isaac, celui-ci ayant eu connaissances des évènements survenus à Agaune.

### Passion anonyme
Éric Chevalley donne une forme standard du récit du martyre de la légion thébaine :
Au début du règne de l'empereur Dioclétien, la Gaule connaît des troubles dus à des esclaves révoltés, les Bagaudes. Afin de réprimer les violences, l'empereur envoie Maximien et plusieurs légions d'Italie. Celles-ci franchissent les Alpes puis s'arrêtent dans la plaine du Rhône. Ayant établi ses quartiers à Octodure, Maximien décide d'organiser un sacrifice en l'honneur des dieux et ordonne à ses légions de se rassembler.

Convertis au christianisme, les 6600 soldats de la légion thébaine ne souhaitent pas participer à ce culte qu'ils réprouvent et établissent leur campement à l'écart, sur le site d'Agaune. Après l'envoi de plusieurs messagers pour ramener la légion à l'ordre, Maximien décide de la décimer. Malgré les exécutions, les légionnaires thébains persistent dans leur refus, galvanisés par leur chef Maurice. Maximien décide alors d'une nouvelle décimation au sein de la légion. Une fois encore, la légion laisse la punition se dérouler mais les soldats ne rejoignent pas les lieux prévus pour la cérémonie sacrificielle, sous l'influence cette fois d'Exupère. Excédé, Maximien ordonne alors le massacre de tous les légionnaires présents ainsi que de leurs chefs.

Après le massacre de la légion, un vétéran nommé Victor demande les raisons de la tuerie aux bourreaux qui prennent leur repas. Celui-ci plaint alors les légionnaires thébains massacrés pour leur conviction religieuse, ce qui attire l'attention et la colère des soldats. Obligé de confesser sa foi chrétienne, le vieil homme est également tué.

## Éléments locaux relatifs à la tradition

### Lieu de l'exécution
Les récits médiévaux entourant la vie de saint Martin font état de son passage à Agaune afin de se recueillir sur les lieux du martyre des légionnaires thébains et de rapporter une relique à Tours. Selon la tradition, le saint se serait rendu sur le champ de l'exécution, guidé par Dieu qui lui aurait révélé l'emplacement exact grâce à un dépôt de rosée de sang. Le saint aurait alors creusé le sol et du sang aurait miraculeusement jailli de la terre, permettant à Martin de le recueillir et d'en constituer une relique. Ainsi, il apparaît que le lieu de l'exécution des thébains soit un lieu de recueillement identifié au Moyen Âge.
La mémoire locale a retenu que l'emplacement de l'exécution des légionnaires et de leurs chefs était le lieu-dit de Vérolliez, à environ 1,5 kilomètre de l'abbaye de Saint-Maurice d'Agaune. Depuis la fin du XIIIe siècle, une chapelle consacrée aux martyrs thébains se situe à l'endroit où les soldats auraient été mis à mort.
Dans son apologétique sur saint Maurice et la légion thébaine en 1881, le capucin Laurenz Burgener confirme la localisation du champ des martyrs à Vérolliez,,. Il justifie sa position en indiquant une étymologie celtique à « Vérolliez » qui signifierait le « vrai lieu ». Il affirme également que des aménagements auraient eu lieu au Moyen Âge sur le champ et à proximité de la chapelle : le site aurait été enclos à l'aide de pierres. Par ailleurs, l'auteur relate des interdits locaux proscrivant le fauchage du champ et la pâture du bétail.

### Pierre de l'exécution
La Tradition locale a retenu qu'une pierre conservée dans la chapelle de Vérolliez était celle à avoir servi aux exécutions des légionnaires thébains, notamment celle de Maurice. Cette pierre a ainsi fait l'objet d'attention pour être mise en valeur et protégée : Jean-Jodoc de Quartéry, un important ecclésiastique valaisan du XVIIe siècle, a offert un aménagement particulier dans la chapelle.

## Historicité

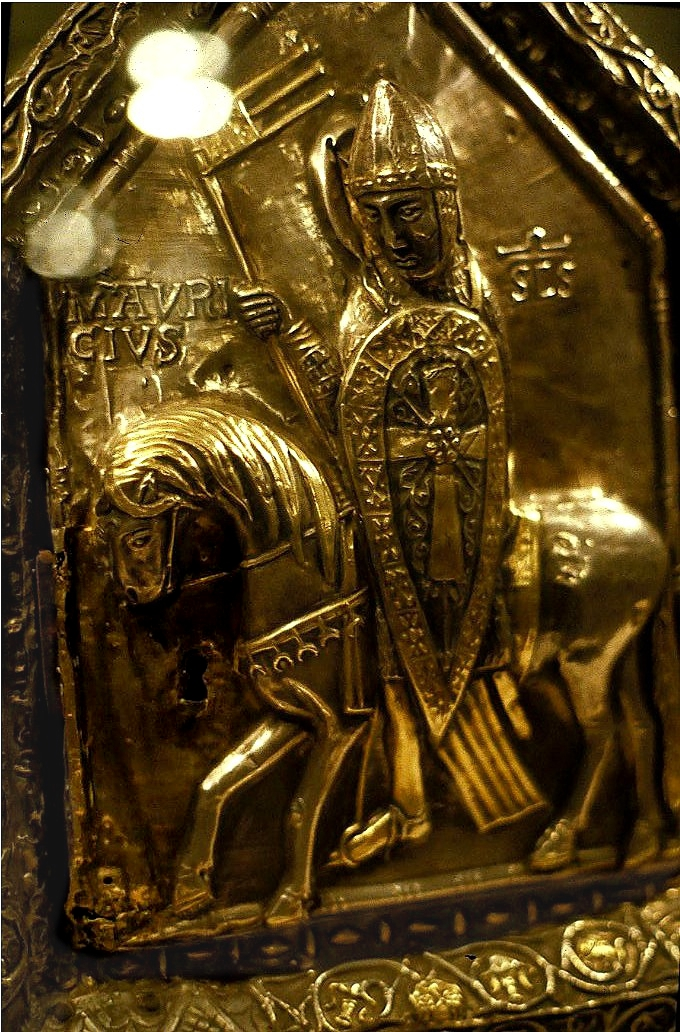
Saint Maurice en soldat romain, côté de la châsse des Enfants de saint Sigismond (fin du XII), trésor de l'abbaye de Saint-Maurice, Suisse.

### Points de vue scientifique
Pour l'ensemble des spécialistes, l'épisode du massacre d'une légion n'a pu avoir lieu tel que décrit dans les textes,. Il existe en effet de nombreuses incohérences avec les connaissances historiques sur l'Empire romain de l'époque, comme l'existence même d'une légion thébaine ou les pratiques de punition des soldats.
Malgré ces critiques sur la réalité des faits, plusieurs historiens s'accordent sur la probable existence d'un fait notable qui aurait marqué la mémoire des populations locales,. En effet, pour Olivier Roduit, les populations locales n'auraient pu croire et adopter le culte de saint Maurice d'Agaune s'il n'existait pas des éléments appartenant à la culture orale de la région.

### Éléments historiques et archéologiques

#### Site de l'abbaye de Saint-Maurice d'Agaune
À partir de la fin du XIXe siècle, plusieurs campagnes de fouilles ont été menées sur le site de l'abbaye de Saint-Maurice. Entamées sous l'égide du chanoine Bourban, les derniers travaux archéologiques majeurs sur le site ont été réalisés par l'archéologue cantonal Louis Blondel de la fin des années 1940 aux années 1960. Si l'histoire millénaire de l'abbaye implique l'existence de nombreux états architecturaux, reconstructions voire destructions lors d'incendies ou de saccages, Louis Blondel note que l'occupation spatiale du site a fortement varié durant le temps. Ainsi, les bâtiments modernes ne sont plus adossés à la falaise comme cela est décrit dans les textes pour la première basilique. Les fouilles ont donc été facilitées par ces déplacements qui évitent de devoir chercher les vestiges des édifices successifs sous ceux actuels.
D'après les textes, les premières basiliques sur le site d'Agaune se trouvaient directement adossées à la falaise. Cet emplacement aujourd'hui vide de construction est une cour, dite du Martolet. Les fouilles menées sur cet espace ont révélé la présence d'une tombe contenant des épingles en bronze et une sépulture probablement féminine. D'autres traces à proximité plaident également en faveur de l'existence d'autres sépultures de la même période. Pour Louis Blondel, ces éléments témoignent de l'existence d'une occupation préhistorique de l'espace sous la falaise, vraisemblablement à l'âge du bronze.
Sur le plan étymologique, Louis Blondel note que le terme « Martolet » semble renvoyer à la présence d'un cimetière barbare. Plusieurs lieux-dits avec des formes lexicales proches (comme « Marteret » ou « Marteraz ») correspondent à d'anciens lieux de sépultures avant l'occupation romaine. Par ailleurs, les fouilles ont mis au jour une importante nécropole sur cet emplacement. Louis Blondel indique que les traces de sépultures antérieures ou contemporaines du Ve siècle se trouvent uniquement au nord du clocher. Sur un emplacement relativement restreint, 14 tombes d'époque romaine sont disposées le long de la falaise. La majorité de ces tombes sont constituées de toit de tuiles typiques de la période romaine. Louis Blondel remarque d'ailleurs qu'une partie des matériaux antiques, notamment les tuiles, ont été réutilisées sur des tombes postérieures. Un coffre couvert de plaques de terre cuite et de tuiles a également été retrouvé sur le site. L'un des tombeaux d'époque romaine est un sarcophage dont la datation est estimée au IIIe siècle. Il porte l'inscription latine « Vitoniae Avitianae ».
En 1924, des fouilles permettent la découverte d'un portail masqué dans différentes structures architecturales. Situé sur la partie est de la galerie des catacombes, le portail est en calcaire. Son plan au sol est cohérent avec celui d'éléments de maçonnerie appartenant à un mur d'enceinte antérieur à l'édification de la basilique. La disposition du baptistère, construit au VIe siècle, montre que sa maçonnerie vient s'accoler au portail, preuve que celui-ci est antérieur. En accord avec les interprétations de Nicolas Peissard, Louis Blondel estime donc que ce portail est d'origine romaine. Il précise également que différents indices laissent penser que la construction est restée à son emplacement initial. En effet, l'alignement du portail avec la galerie des catacombes est imparfait de quelques degrés, suggérant une utilisation du portail sans toutefois modifier sa structure spatiale (orientation, emplacement).
Au niveau du portail, les traces d'une base de colonne d'un diamètre de 30 centimètres ont été mises au jour. En regard du faible diamètre de la colonne et par cohérence avec les constructions romaines connues, Louis Blondel estime que cette colonnade devait suivre un système à deux étages. Ce type architectural, bien que rare chez les Romains, est attesté sur certains arcs de triomphe comme la Porte noire de Besançon et témoigne d'une certaine importance de la construction. Le style architectural plaide pour une datation à la fin du premier siècle ou au début du second pour l'archéologue.
Pour Louis Blondel, l'emplacement du portail, son origine romaine pré-chrétienne ainsi que son importance et sa fonction sont compatibles avec son appartenance au nymphée. L'archéologue indique que les nymphées étaient généralement précédés d'un ensemble architectural composé de cours et de portiques, le tout entouré par un mur de clôture délimitant l'accès au sanctuaire.

#### Site de Vérolliez
D'après les textes liés à la fondation de l'édifice religieux, la chapelle de Vérolliez a connu deux consécrations : la première en 1290 et la seconde en 1746. Différentes fouilles sur le site ont permis de confirmer ces affirmations,. Outre les différents éléments architecturaux actuels qui correspondent à la bâtisse du XVIIIe siècle, des parties de maçonnerie correspondant à un ancien édifice démoli ont été mis au jour. Les archéologues voient dans ceux-ci les restes et les fondations de la chapelle de 1290.
L'acte de consécration de la chapelle de 1290 mentionne l'inscription latine suivante : « [...] de nuovo fundatam et constructam esse. » (« [...] fondée et construite à nouveau. »), ce qui implique qu'un édifice religieux plus ancien devait exister sur le site de Vérolliez. Concernant les textes anciens, les historiens ne disposent pas de davantage d'indices. En s'appuyant sur des transcriptions plus tardives (XVIIe siècle) et susceptibles de contenir des erreurs, deux mentions d'une chapelle antérieure à celle de 1290 existent : une se trouve dans La chronique de Quartéry et évoque une chapelle restaurée aux alentours de 1100 tandis que l'autre, dans le Liber Actorum Monasterii Acaunensium, mentionne une chapelle restaurée en 1062.
Lors d'une campagne de fouille dans les années 1990, deux fragments de murs sous le niveau du sol de la chapelle de 1290 ont été découverts. Ces deux murs sont relativement épais (80 centimètres) et leur semelle suit la pente naturelle du sol de l'époque. Par ailleurs, immédiatement au nord et à l'est de ces fragments, un remblai composé de différents matériaux (pierres grossières, gravier) comble un talus abrupt. À l'est, le niveau du sol chute en effet d'une hauteur de 3 mètres sur une longueur de 50 centimètres. Les fondations de la chapelle de 1290 respectant ce remblai, les archéologues en déduisent que ce dernier existait avant la construction de la fin du XIIIe siècle.
Pour les archéologues responsables des fouilles, tous ces éléments plaident en faveur de l'existence d'une chapelle antérieure à celle de 1290 sur le site de Vérolliez. Toutefois, l'absence d'éléments identifiants interdit une datation précise. Tout au plus, les spécialistes estiment que l'aspect de la maçonnerie est compatible avec une construction contemporaine des éléments carolingiens de l'abbaye de Saint-Maurice d'Agaune. La présence du remblai de gravats est compatible avec l'hypothèse d'une destruction de l'édifice au cours d'une inondation à la suite d'une crue de l'un ou des deux ruisseaux environnants (le Mauvoisin et le Saint-Barthélémy). Les matériaux amassés auraient ainsi été charriés durant l'évènement et les dégâts occasionnés au bâtiment auraient obligé les autorités monacales d'Agaune à reconstruire une chapelle avec de nouvelles fondations plus profondes et solides.
Dans l'angle sud-ouest de la chapelle actuelle (édifice de 1746), il existe un baldaquin qui abrite une pierre dite « pierre des martyrs ». Cette pierre est une dalle de surface lisse et de forme indéterminée. Sa longueur est de 1,20 mètre pour une largeur de 70 centimètres. Les observations faites sur le baldaquin tendent à indiquer une date de conception durant le XVIIe siècle, ce qui pour eux rend probable qu'il s'agisse de l'aménagement payé par Jean-Jodoc de Quartéry. Par ailleurs, la structure du grillage et de son insertion dans le baldaquin plaide pour une installation différente dans un état antérieur à la reconstruction de 1746. Les archéologues estiment ainsi que la pierre et son baldaquin devaient se trouver dans l'angle nord-est de la chapelle de 1290.
Dans ses interprétations historiques, Georges Descoeudres estime que l'aménagement de l'espace intérieur de la chapelle avec le baldaquin indique que les pratiques de dévotions liées à la pierre devaient se produire en dessous de celle-ci. Toutefois, il ajoute que cette forme de l'installation est tardive, y compris pour la chapelle de 1290. Les éléments de maçonnerie de la chapelle de 1290 sont compatibles avec une forme d'installation différente pour la pierre à l'origine : elle se situait au niveau du sol et servait à marquer l'emplacement du martyre. Ainsi, l'intégralité du sanctuaire s'organisait symboliquement autour de cette pierre.

### Absence de textes contemporains concernant le massacre
L'archiviste François Wiblé indique qu'il n'existe pas de textes contemporains de l'évènement connus qui fassent mention de l'évènement. Or, l'archéologue précise que les scientifiques disposent de nombreux textes de l'époque et ont une compréhension relativement approfondie de la vie de l'Empire romain sous Dioclétien. Pour lui, cette absence pose de sérieux doutes quant à la réalité du massacre. Pour appuyer son propos, l'universitaire complète son raisonnement par le fait que le récit de ce massacre aurait constitué une propagande facile à véhiculer et possédant un fort impact pour les deux camps.

### Inexistence d'une légion thébaine occidentale à cette époque
Camille Jullian indique dans ses recherches en 1920 que les chroniques militaires romaines font mention de légions d'origine thébaine à plusieurs reprises. Une première se trouve dans le trente-et-unième volume de la Notitia Dignitatum in partibus Orientis (rédigée avant 399) où apparaît la légion Secunda Flavia Constantia Thebæorum. La légion, stationnée en Égypte à Cusœ, est sous les ordres du commandement militaire oriental. Comme son nom l'indique, la formation de cette légion date du règne de l'empereur Constance. Camille Jullian précise que cette légion est probablement celle qui fut engagée dans la guerre contre les Perses en 360.
Toujours dans la Notitia Dignitatum in partibus Orientis (volume VII), une seconde légion thébaine mentionnée sous l'intitulé Secunda Felix Valentis Thebæorum. Cette légion, constituée sous l'empereur Valens d'après son épithète, est stationnée en Orient, sans qu'il n'existe davantage de précisions. Camille Jullian indique que la réalité de cette légion est discutable. Il est en effet possible qu'elle soit une confusion avec la Secunda Valentiniana égyptienne voire avec la Prima Flavia Constantia créée antérieurement sous Constance.
Il existe deux légions positionnées en Thrace qui portent également le qualificatif de thébaine (Not. Dign. Or. ; vol. VII, XXXI et XVIII) : la Prima Maximiana Thebæorum et la Tertia Diocletiana Thebæorum. Ces deux légions sont rapportées présentes à Andrinople en 354 et Camille Jullian estime qu'elles peuvent être en Égypte aux alentours de 400, indiquant ainsi que ces légions sont strictement orientales.
Enfin, il existe une légion identifiée seulement par l'épithète Thebæi, qui selon les cinquième et septième volumes de la Notitia Dignitatum in partibus Occidentis, serait une légion stationnée dans la partie occidentale de l'empire. Concernant cette légion, Camille Jullian précise qu'il est possible qu'elle soit un détachement issu des légions thébaines stationnées en orient.
Camille Jullian indique que le qualificatif de « thébain » semble avoir été relativement populaire durant le IVe siècle, ce qui l'incline à penser que ces légions se référaient à un passé glorieux auquel les empereurs souhaitaient associer expressément leurs noms. Toutefois, le fait que plusieurs de ces noms soient ceux de commanditaires de persécutions contre les chrétiens réfute que ce passé entretienne une relation avec le christianisme naissant.

### Hypothèses relatives à un évènement réel

#### Bataille impliquant des troupes romaines et des chrétiens
Pour François Wiblé, il est probable qu'un évènement violent ait eu lieu sur le site de Vérolliez durant cette période. Il indique en effet qu'il existe la mention d'un officier romain mort au combat sur une inscription funéraire locale. L'auteur pense ainsi qu'un affrontement impliquant des troupes romaines et des chrétiens soit resté dans les mémoires.

#### Punition de légionnaires déserteurs
Dans son travail de 1920, Camille Jullian évoque la possibilité que des troupes originaires de Thébaïde ait été rappelées d'Orient en Occident pour contribuer au maintien de la paix en Gaule et sur le Rhin. Arrivées à Saint-Maurice, c'est-à-dire quelques kilomètres avant le carrefour de Vevey où les soldats auraient dû s'engager à l'ouest (Gaule) ou à l'est (Rhin), les unités militaires auraient pu apprendre leur destination et donc l'identité de leurs futurs adversaires. Or, il n'était pas rare que les légions refusent de marcher contre certains peuples ou ralentissent leurs déplacements. Ainsi, une partie des légionnaires a pu tenter de déserter. Rattrapés, ils auraient alors été punis de mort. Comme le mentionne son auteur, cette hypothèse est purement spéculative puisqu'il s'agit d'une construction intellectuelle crédible mais ne reposant sur aucun indice matériel.

## Culte des martyrs de la légion thébaine
Pour le chercheur Jean Michel Roessli, le martyre de la légion thébaine et surtout son récit dans des Passions sont à replacer dans le cadre du culte des saints alors en développement dans la chrétienté européenne. En effet, indépendamment de la réalité ou de la fiction du massacre de légionnaires thébains à Agaune, le développement d'une tradition autour du martyre de soldats chrétiens ainsi que le culte qui leur est rendu, notamment à leur chef, sont des éléments établis. Toutefois, cet état de fait appelle pour les chercheurs plusieurs questions et notamment celle concernant le degré d'implantation de cette croyance avant sa popularisation par l'intermédiaire du récit d'Eucher.

### Existence d'un culte aux martyrs thébains bien développé et antérieur à la Passion d'Eucher
Pour Jean Michel Roessli, plusieurs éléments tangibles soutiennent l'idée que le martyre des légionnaires thébains à Agaune était une croyance déjà bien établie localement. Il rappelle en effet que les vestiges archéologiques indiquent bien l'existence d'une construction à vocation religieuse, une basilica, à la fin du IVe siècle ou au début du Ve siècle. En acceptant une date comprise en 380 et 420, deux conclusions s'imposent. Premièrement l'édifice est antérieur de quelques années au récit de la Passion par Eucher et deuxièmement, l'édifice peut être contemporain des actions supposément entreprises par Théodore. Les éléments matériels découverts sur le site d'Agaune sont donc compatibles avec cette partie des deux Passions.
Par ailleurs, Jean Michel Roessli remarque que les noms des chefs thébains Maurice, Candide et Exupère apparaissent dans certaines versions du Martyrologe hiéronymien datées aux environs de 430. L'existence d'un récit oral du martyre des thébains semble donc confirmé par ces mentions dans un texte antérieur à la Passion d'Eucher.
Enfin, Jean Michel Roessli note que la royauté burgonde fait d'Agaune un site religieux de premier plan dès le début du VIe siècle. L'abbaye est en effet fondée en 515 et le pouvoir burgonde affiche immédiatement sa volonté d'en faire un centre culturel et spirituel du royaume. Pour le chercheur, il est vraisemblable que cet investissement repose sur des pratiques antérieures déjà bien ancrées dans la population locale et connues de celles alentour. Il estime donc qu'un véritable culte aux thébains bien institué doit préexister au récit d'Eucher.

### Culte de saints et saintes reliés à la légion thébaine

#### Ours et Victor à Soleure
Selon la Tradition, Ours et Victor sont tous deux des légionnaires thébains qui parviennent à fuir le massacre de leurs compagnons. Les deux hommes se réfugient à Salodurum (Soleure) mais sont démasqués par les autorités romaines locales et sont emprisonnés et décapités.
Les deux personnages d'Ours et de Victor sont désignés nommément dans la Passion d'Eucher sans que leur martyre ne soit évoqué avec plus de détails. Pour cela, la Tradition se réfère au récit contenu dans un manuscrit médiéval, le codex 569 de la Bibliothèque de l'abbaye de Saint-Gall.

#### Felix et Regula à Zurich
D'après la légende, Felix et Regula sont un frère et une sœur dont les vies croisent la légion thébaine au moment du martyre. Ils sont décapités par les autorités romaines et leurs corps jetés dans la Limmat. Toutefois, leurs corps se saisissent des têtes et après être sortis de l'eau les amènent sur le lieu de leur inhumation.

#### Vérène à Zurzach
La vie de Vérène est connue grâce à un texte du IXe siècle, la vita d'un abbé de l'abbaye de Reichenau. Vérène y est décrite comme une égyptienne qui accompagne la légion thébaine jusqu'en Italie. La jeune femme serait d'ailleurs éprise de sentiments amoureux pour Victor. A la nouvelle du massacre des soldats, Vérène se rend à Agaune puis se retire à Soleure. Pendant quelque temps, elle aurait vécu en ermite, guérissant des malades et s'affairant à évangéliser la contrée. Arrêtée, elle est torturée sur les ordres du gouverneur romain puis libérée après l'avoir guéri. Elle part pour Coblence puis Zurzach où elle se fixe définitivement. Elle continue de participer à l'évangélisation de la population et entretient le ménage du curé local.

#### Autres saints liés au massacre de la légion thébaine
- Octave de Turin
- Géréon de Cologne
- Victor de Xanten
- Saint Gingolph
- Saint Constant
- Saint Amator et Saint Viator

## Postérité culturelle
- Richard Dubugnon, Le Mystère d'Agaune, oratorio[14], op. 80, 2018, création mondiale le 28 octobre 2018[15] à Ollon

- En raison de la forte implantation du culte de la légion thébaine sous le royaume de Bourgogne, certains auteurs voient dans la croix blanche suisse une référence à cette troupe militaire[16].